# Friedrich Feld (Wirtschaftspädagoge)
Friedrich Feld (* 5. April 1887 in Saarbrücken; † 3. Februar 1945 in Berlin) war ein deutscher Wirtschaftspädagoge und Hochschullehrer an der Wirtschaftshochschule Berlin. Er zählt zu den Pionieren der Handelsschulausbildung. Feld war bekennender Nationalsozialist.

## Leben
Als Diplom-Handelslehrer gründete Friedrich Feld 1922 aus der privaten Fachschule des Gießener Kaufmännischen Vereins dort eine kaufmännische Fortbildungsschule, aus der die in den 1960er Jahren nach ihm benannte Friedrich-Feld-Schule hervorging. Diese Schule wurde 2016 aufgrund der nationalsozialistischen Vergangenheit Felds in „Wirtschaftsschule am Oswaldsgarten“ umbenannt. 
Als Dozent lehrte Feld an der Universität Frankfurt am Main. Ab 1930 hatte Feld an der Handelshochschule Berlin den 1929 gegründeten Lehrstuhl für Handelsschulpädagogik, das „Wirtschaftspädagogische Seminar“ inne, bis zu seinem Tod durch einen Bombenangriff 1945. Er legte die erste Theorie der Wirtschaftspädagogik im Schnittpunkt von Ökonomie und Erziehung vor und baute für die Lehrerausbildung die Praktika sowie die praktisch-pädagogischen Übungen während des Studiums weiter aus. Nach der Machtübernahme durch die NSDAP entwickelte sich Feld zu einem überzeugten Nationalsozialisten. Unter anderem trat er 1933 der SA und 1937 der NSDAP bei. Im November 1933 unterzeichnete er das Bekenntnis der deutschen Professoren zu Adolf Hitler. 
Felds Wirken wurde als „Auslieferung der klassischen Berufsbildungstheorie an die NS-Ideologie“ beschrieben, er selbst als „lupenreiner Nazi“ charakterisiert.

## Schriften
- Wirtschaftspädagogik, Winter, Heidelberg 1944
- (Hg.): Grundfragen der Erziehung für Beruf und Wirtschaft, Kohlhammer, Stuttgart, Berlin 1939
- Betriebsgemeinschaft und Erziehung: eine wirtschaftspädagogische Untersuchung, Beltz, 1936
- Betriebswirtschaft und Erziehung, in: Die Betriebswirtschaft, Oktober 1933 online-Fassung
- Moderner Humanismus und Berufsbildung in der nationalpolitischen Erziehung, in: Erziehung, Juli/August 1933, S. 620–622
- Grundfragen der Berufsschul- und Wirtschaftspädagogik, 1928
- Das pädagogische Studium des Diplom-Handelslehrers: mit Wegweiser durch die Literatur; mit besonderer Berücksichtigung der Studienverhältnisse an der Universität Frankfurt a. M., 1926
- Das Lehrverfahren in der kaufmännischen Fachschule auf beruflicher und jugendpsychologischer Grundlage, 1920

- Mitherausgeber der Zeitschrift für Handelsschulpädagogik